# Кар'єр (фільм)
Кар'єр (рос. Карьер) — радянський художній фільм 1990 року, знятий режисером Миколою Скуйбіним. Екранізація однойменної повісті Василя Бикова.

## Сюжет
1941 рік, Білорусія. Поранений офіцер Червоної армії Олексій Агєєв за допомогою партизанів добирається до села і поселяється в сараї у попаді Варвари Баранівської. Щоб не викликати підозр у німців і поліції, вона видає його за свого сина-шевця.

## У ролях
- Ігор Бочкін — Олексій Агєєв в молодості
- Юрій Ступаков — Олексій Агєєв в старості
- Світлана Копилова — Марія
- Ольга Волкова — Барановська
- Лев Борисов — Семен
- Марія Поліцеймако — Євсіївна
- Сергій Бистрицький — Молокович
- Антон Резніков — Кисляков
- Петро Балабанов — Зиль
- Володимир Князєв — Дрозденко
- Ігор Козлов — син Агєєва
- Михайло Глузський — читає текст від автора

## Знімальна група
- Сценаріст : Едуард Володарський
- Режисер : Микола Скуйбін
- Оператор : Валерій Шувалов
- Композитор : Владислав Шуть
- Художник : Сергій Портний